# Kurt Schulz (Fußballspieler)
Kurt Schulz (* 2. Juni 1937) ist ein ehemaliger deutscher Fußballspieler. Der schnelle und wendige Angreifer hat in der Vertragsliga Berlin bzw. Fußball-Oberliga West von 1955 bis 1963 bei den Vereinen Blau-Weiß 90 Berlin, Tasmania 1900 Berlin und Wuppertaler SV insgesamt 144 Ligaspiele absolviert und dabei 56 Tore erzielt. In der Saison 1964/65 erzielte er nach seiner Rückkehr nach Berlin für Hertha BSC in 22 Ligaeinsätzen sieben Tore in der Fußball-Bundesliga. In der zweitklassigen Fußball-Regionalliga Berlin schlossen sich von 1965 bis 1970 noch 60 Einsätze mit 41 Toren an.

## Spielerkarriere

### In Berlin, bis 1961
Kurt „Kutti“ Schulz begann seine Spielerkarriere im Seniorenfußball 1955 bei Blau-Weiß 90 Berlin in der Vertragsliga Berlin. In seiner ersten Saison belegte er mit dem Verein aus Berlin-Mariendorf 1955/56 den fünften Platz und erzielte in zehn Ligaeinsätzen sechs Tore. Der wendige und schnelle Stürmer debütierte am 1. Januar 1956 bei einem 4:0-Heimerfolg gegen Hertha Zehlendorf in der Stadtliga Berlin. Als Mittelstürmer im damaligen WM-System führte er sich mit zwei Toren in der Mannschaft vom Sportplatz an der Rathausstraße ein. Auch im Folgejahr belegte Blau-Weiß den fünften Tabellenrang. 1957/58 fiel Schulz’ Klub auf den achten Platz zurück, bevor 1958/59 wiederholt Platz 5 erreicht wurde. Nach 31 Treffern in vier Jahren ging Kurt Schulz zur Saison 1959/60 zum Ligarivalen und amtierenden Berliner Meister Tasmania Berlin.
Mit den Tasmanen gelang dem Angreifer auf Anhieb 1960 mit je einem Punkt Vorsprung auf Hertha BSC und dem Spandauer SV der Titelgewinn. Dadurch durfte der Verein an der Endrunde um die deutsche Meisterschaft 1960 teilnehmen, wo man sich hinter dem 1. FC Köln und Werder Bremen in der Gruppenphase auf Platz 3 einreihte. Mit Tas war „Kutti“ Schulz am 15. Mai 1960 in Ludwigshafen mit einem 2:1-Auswärtserfolg gegen den Südwestmeister FK Pirmasens in die Endrunde um die deutsche Meisterschaft gestartet. Der Erfolg glückte mit der Angriffsbesetzung Wolfgang Neumann, Schulz, Helmut Fiebach, Armin Mauruschat und Friedrich Schlichting. Vor 70.000 Zuschauern glückte im ersten Heimspiel am 21. Mai ein 2:1-Heimerfolg im Olympiastadion gegen Werder Bremen. Dabei hatte der Angreifer den Berliner Meister in der 27. Minute mit 1:0 in Führung gebracht. Beim 5:2-Heimerfolg im Rückspiel gegen Pirmasens erzielte er den letzten Treffer des Spieles. Als Schulz 1960/61 in 21 Ligaeinsätzen neun Tore erzielt hatte, verpasste Tasmania hinter Hertha BSC die Titelverteidigung und war damit von der erneuten Teilnahme an der Endrunde um die deutsche Meisterschaft ausgeschlossen, da dort nur der Berliner Meister zugelassen war.
In seinen zwei Jahren bei Tasmania hatte sich der wendige und schnelle Angreifer unter Bundestrainer Sepp Herberger in den Kreis der Nationalmannschaft gespielt. Erstmals gehörte der Tas-Angreifer dem Aufgebot für das Länderspiel am 26. Oktober 1960 in Belfast beim WM-Qualifikationsspiel gegen Nordirland an. Gemeinsam mit Richard Kreß, Albert Brülls, Uwe Seeler, Günter Herrmann, Gert Dörfel und Heinz Vollmar war er in den Kreis für die Offensive berufen worden. Das Spiel wurde von der DFB-Elf mit 4:3 gewonnen, zum Einsatz wurde Schulz dabei aber nicht gebracht. Weiterhin gehörte er den Länderspielaufgeboten bei den Länderspielen am 26. März 1961 in Santiago gegen Chile (1:3) und am 10. Mai in Berlin im Rückspiel gegen Nordirland (2:1) an; jeweils aber ohne Spieleinsatz.
Seine Leistungen hatten „Kutti“ Schulz zu 18 Berufungen in die Stadtauswahl von Berlin geführt.

### Wuppertal und Luzern, 1961 bis 1964
Im Anschluss verließ Kurt Schulz West-Berlin und unterschrieb einen Vertrag beim Wuppertaler SV, der in der II. Division West spielte. Am Saisonende stieg der WSV als Zweiter unter Trainer Robert Gebhardt zusammen mit Bayer 04 Leverkusen in die Oberliga West auf. Der Neuzugang aus Berlin hatte für das Team vom Stadion am Zoo in 15 Zweitligaspielen sieben Tore erzielt. Zu Beginn der Hinrunde hatte der Ex-Berliner auch noch Kontakt zur Nationalmannschaft. Er lief am 6. September 1961 bei einem Probespiel in Wuppertal in einer DFB-Auswahl gegen Luxemburg als Halbrechts auf und erzielte bei einem 3:0-Erfolg zwei Tore. Im Angriff war die DFB-Auswahl mit Horst Assmy, Schulz, Rolf Fritzsche, Günter Herrmann/2. HZ. Helmut Haller und Oskar Lotz angetreten. Letztmals in einem DFB-Aufgebot stand bei dem Länderspiel am 20. September 1961 in Düsseldorf beim Spiel gegen Dänemark (5:1). Schulz gehörte in der Oberliga West zur Stammelf des WSV und erzielte darüber hinaus sieben Tore in 24 Oberligaeinsätzen an der Seite von Mitspielern wie Günter Augustat, Günther Glomb, Erich Haase, Erich Ribbeck, Vitus Sauer und Werner Tönges. Am Ende der Saison 1962/63 verfehlte Wuppertal als Vorletzter allerdings deutlich die Qualifikation zur neugegründeten Bundesliga.
Daraufhin wechselte Kurt Schulz für eine Saison in die Schweiz zum FC Luzern, mit dem er in der Nationalliga A punktgleich mit dem FC Chiasso den 8. Tabellenplatz belegte. An der Tabellenspitze hatte es einen Vierkampf um die Meisterschaft zwischen FC La  Chaux-de-Fonds, FC Zürich, FC Grenchen und Servette FC gegeben, wogegen die Mannschaft aus dem Stadion Allmend mit Vereinen wie dem FC Basel, FC Chiasso und FC Sion Mittelfeldränge einnahmen.

### Wieder in Berlin, 1964 bis 1967 bei Hertha BSC
Zur Bundesliga-Saison 1964/65 wurde Kurt Schulz auf Betreiben von Trainer Josef Schneider zu Hertha BSC geholt. Dort führte sich Schulz gleich gut ein, indem er am ersten Spieltag in der 89. Minute durch seinen Treffer zum 3:2-Endstand den Auswärtssieg beim Titelverteidiger 1. FC Köln sicherte. Acht Tage zuvor, am 14. August, hatte er im abschließenden Vorbereitungsspiel gegen Olympique Lyon bei einem 2:2 die Hertha mit 1:0 in Führung gebracht.   Unter Schneider blieb er Stammspieler, auch wenn Schulz ebenso wie seine Mannschaftskameraden nicht mehr an den guten Saisonstart anknüpfen konnte. Als im März 1965 Gerhard Schulte als neuer Trainer bei Hertha angestellt wurde, verlor Schulz vorübergehend seinen Stammplatz, traf aber am 28. Spieltag bei seiner Rückkehr in die Startaufstellung beim direkten Konkurrenten um den Klassenerhalt Karlsruher SC in der Schlussphase zum 1:0-Auswärtssieg. Auch am folgenden Spieltag sollte Schulz in der Startelf stehen und erfüllte die Erwartungen, als er in der 89. Minute das 1:1 bei Hannover 96 erzielte und somit Hertha einen Spieltag vor Saisonende zum sportlichen Klassenerhalt schoss. Insgesamt gelangen Kurt Schulz in 22 Einsätzen sieben Tore, womit er hinter Michael Krampitz, dem acht Treffer gelangen, der erfolgreichste blau-weiße Torschütze wurde. Die Freude bei den Berlinern währte jedoch nicht lange, da der Verein wegen unerlaubt gezahlter Handgelder an seine Spieler mit dem Zwangsabstieg bestraft wurde.
Unmittelbar nach Rundenende war die Hertha zu einer mehrwöchigen Lateinamerika-Tournee aufgebrochen. Es gab dabei Spiele gegen Deportivo Toluca, Guatemala-City, Municipal Guatemala, Universidad San Salvador, Marte San Salvador und Saprissa San Jose. Kurt Schulz gehörte dem Spieleraufgebot an. Nach dem Abstieg musste Hertha in der Regionalliga Berlin antreten, die man in der Spielzeit 1965/66 klar dominierte. In dreißig Partien gelangen 29 Siege, lediglich gegen den Spandauer SV unterlag man. Kurt Schulz erzielte in 22 Einsätzen 26 Tore. Jedoch war er hinter Hans Tylinski von Tennis Borussia, dem 36 Treffer gelangen, und dem Mannschaftskollegen Helmut Faeder (32 Tore) nur der dritttreffsicherste Spieler der Liga. In den Aufstiegsspielen erreichte Hertha hinter Fortuna Düsseldorf und dem FK Pirmasens den dritten Rang und verfehlte so die direkte Rückkehr ins Fußball-Oberhaus.
Auch 1966/67 dominierte Schulz mit seinem Club die Regionalliga, wobei er hinter Krampitz und Werner Ipta mit zwölf Toren der drittbeste Torjäger bei Hertha war. Aber auch in jener Spielzeit waren die Gegner in der Aufstiegsrunde für Hertha eine Nummer zu groß und man belegte in der Gruppe den fünften und letzten Platz.
Insgesamt gelangen Schulz in seinen zwei Regionalliga-Spielzeiten für Hertha 38 Treffer, womit nur Faeder (43 Tore), Krampitz (42) und Hans-Joachim Altendorff (41) in der vereinsinternen Regionalliga-Torschützenliste vor ihm platziert sind.

### Ausklang
1967 kehrte Kurt Schulz zu seinem ersten Verein Blau-Weiß 90 in die Regionalliga Berlin zurück. Die erste Saison beendete er mit seinem Verein auf dem 8. Tabellenplatz. Auch 1969 sprang für Blau-Weiß ein Mittelfeldplatz heraus. In der Spielzeit 1969/70 spielte man lange oben mit, musste sich jedoch letztendlich mit Platz 4 begnügen. Nach dieser Spielzeit beendete Kurt Schulz seine Spielerkarriere.

## Erfolge
- Berliner Meister: 1960 (Tasmania), 1966, 1967 (Hertha)
- Berliner Pokalsieger: 1960 (Tasmania), 1966 (Hertha)
- Aufstieg in die Oberliga West: 1962 (Wuppertaler SV)